# Alexandre Adam
Alexandre Adam (Boulogne-sur-Mer, 1er octobre 1790 - Condette, 21 septembre 1886) est un homme politique français.
Appartenant à une famille de notables de Boulogne-sur-Mer, enrichie dans le commerce et l'armement des navires, totalement dévoué à la cause de sa ville, il exerce de nombreuses responsabilités tout au long de sa longue carrière : il est considéré par les historiens de Boulogne-sur-Mer comme « l’une des plus grandes figures boulonnaises ». Maire de 1830 à 1848, puis de 1855 à 1861, également président du Conseil général du Pas-de-Calais de 1842 à 1847 et de 1852 à 1866, il exerce encore plusieurs années la fonction de Président de la Chambre de commerce de Boulogne-sur-Mer. Il joue un rôle notable dans le développement de la ville, entre autres, en se démenant pour l'arrivée du rail, ligne de chemin de fer Paris-Amiens-Boulogne-sur-Mer, et de là vers l'Angleterre. Consul des Pays-Bas et de deux États allemands avant l'unification allemande en 1871, Commandeur de l'ordre de la Légion d'honneur, sa ville lui a rendu hommage en donnant son nom à une rue située dans le quartier économique, industriel et maritime de Capécure.

## Biographie

### Origine et vie familiales
François Alexandre Adam naît à Boulogne-sur-Mer le 1er octobre 1790 (paroisse Saint-Nicolas). Il est le fils de (Jean) Alexandre (Joseph) Adam, négociant à Boulogne-sur-Mer, et d'Augustine Yvart.
Il appartient à une famille de notables qui a fait fortune dans le commerce et l'armement de navires au XVIIIe siècle. Elle a créé en 1776 une banque qui porte son nom, la banque Adam (fondateur : Jacques Adam-Hochart, grand-père d'Alexandre). Elle donne à la ville deux maires : Alexandre lui-même, puis Félix Adam de 1912 à 1918, et deux députés Achille Adam-Fontaine et le fils de celui-ci Achille Adam, respectivement neveu et petit-neveu d'Alexandre. Alexandre Charles Adam, fils d'Alexandre et de Marie-Caroline Ternaux effectue une carrière dans l'administration : trésorier-payeur général du département de l'Indre, chevalier de la Légion d'honneur en 1877. Leur fille, Caroline Adame, épousera Charles Marcotte de Quivières, directeur général de l'administration des monnaies et médailles et fils de Philippe Marcotte de Quivières.
Alexandre Adam épouse le 25 mars 1818, après contrat de mariage du 23 mars sous le régime de la communauté de biens, à Boulogne-sur-mer, Caroline Ternaux, native de Boulogne-sur-Mer, fille d'un receveur des finances de l'arrondissement. À cette date, à 28 ans, il est négociant. Le couple aura quatre enfants.
Il (à moins qu'il ne s'agisse de son père également connu sous Alexandre Adam ?) possède après 1860 le château d'Honvault proche de Boulogne.
Il meurt à Condette, où il s'est retiré dans son château, rentier, à l'âge de 96 ans, le 21 septembre 1886. Son épouse Marie-Caroline Ternaux, âgée de 90 ans vit encore à cette date. Elle meurt à Boulogne-sur-Mer le 3 mai 1887 à l'âge de 91 ans. Le couple est enterré dans le cimetière de Condette, de même que les parents d'Alexandre Adam, le père de ce dernier étant un temps maire de la commune (une rue porte son nom dans le centre de la commune de Condette).

### Carrière civile
En 1812, Alexandre Adam travaille dans la banque familiale avec son père et en devient un des associés avec son géniteur et ses frères en 1819. Il continuera de mener une activité économique dans la banque en parallèle à sa vie politique. En même temps, le 1er septembre 1812, il est lieutenant de grenadiers de la Garde nationale de Boulogne-sur-Mer. Le 1er mars 1816, il passe capitaine trésorier de la même garde. Il occupe ce poste jusqu'en 1830.
Il accepte le 25 décembre 1818 d'exercer la fonction de consul des Pays-Bas et le demeure jusqu'au 4 mai 1873.
Le 8 juillet 1819, Alexandre Adam est nommé à la Chambre de commerce, dont il a soutenu la création intervenue par ordonnance royale le 19 mai 1819, de sa ville natale. Il devient ensuite Président de cette assemblée à plusieurs reprises et en demeure membre jusqu'à sa nomination aux fonctions de maire de la ville en 1830. En 1848, jusqu'en 1855 (entre ses deux mandats de maire), il redevient Président de la Chambre de commerce.
En mars 1820, il adhère pour de nombreuses années à la Société d'agriculture de l'arrondissement de Boulogne-sur-Mer. Il en exerce la fonction de président le 21 août 1858. Président honoraire en 1872-1873, il continue d'accorder son attention à cet organisme et à ses actions (ex. : en dotant les concours ou expositions que la Société organise de prix et/ou de médailles ou en faisant un don en faveur de l'enseignement agricole).
Le père d'Alexandre Adam prend sa retraite en 1829 et ses fils, dont Alexandre, continuent l'activité qu'ils transforment dix ans plus tard : en 1839, les frères Adam liquident les affaires d'armement et fondent deux banques : Alexandre et son frère Hercule créent la société « Alexandre Adam et Cie, Old Bank », tandis que le 3e frère, Achille, fonde sa propre banque (les deux affaires vont fusionner en 1858 sous le nom de « Adam et Cie »).
Alexandre Adam est élu membre du Conseil général du commerce par la chambre de commerce de sa ville le 2 septembre 1832 et membre du conseil supérieur du commerce en 1836.
Il accepte le 29 juillet 1844 la fonction de consul du Grand-duché d'Oldenbourg et exerce cette responsabilité jusqu'au 4 novembre 1869.
Cette même année, il est également consul du Royaume de Hanovre, tâche remplie de 1844 à 1867.
Parmi les nombreuses activités exercées par Alexandre Adam, il peut en outre être relevé qu'il est un temps administrateur de la Compagnie des chemins de fer du Nord.
Catholiques jouissant d'un certain prestige dans l'arrondissement de Boulogne-sur-Mer, du fait des fonctions exercées et des distinctions tôt reçues (voir ci-dessous section Distinctions), Alexandre Adam et son épouse sont recherchés pour être les parrains de cloches d'églises de villages (Le Portel en 1836, Wierre-Effroy en 1840, Wirvignes en 1843, Condette en 1862) dans tout l'arrondissement, ce qu'ils semblent accepter volontiers. Le couple contribue également au financement de la rénovation d'églises ou à la décoration de celles-ci (ex. : en offrant un tableau).
À son décès, Alexandre Adam possède un patrimoine composé essentiellement de valeurs mobilières (pour 4,5 millions de francs) et des biens immobiliers : plusieurs immeubles à Boulogne-sur-Mer, des terres et une maison de campagne à Condette.

### Carrière politique
D'opinion politique conservatrice modérée, Alexandre Adam exerce ses principales fonctions politiques sous des régimes politiques non républicains (monarchie de Juillet, Second Empire), mais sera également distingué sous la Troisième République (elle le fait commandeur de la Légion d'honneur ; voir section Distinctions ci-dessous) en raison de ses mérites et de son dévouement au service de Boulogne-sur-Mer.
Alexandre Adam consacre une grande partie de sa vie aux affaires publiques. Il a un impact important sur le développement de sa ville afin d'en assurer la prospérité. Dans la rivalité ancestrale qui oppose à l'époque les ports de Boulogne-sur-Mer et Calais, il réussit à donner la primauté à Boulogne. Son action en faveur de celle-ci le conduit à polémiquer avec son rival calaisien en 1837. Alexandre Adam a en outre le sens de la publicité : la même année, il écrit aux journaux parisiens pour leur faire savoir que la ligne de chemin de fer menant à Boulogne a de meilleurs résultats que celle conduisant à Calais. La presse calaisienne exprime son amertume en estimant que le sous-préfet avantage leur rivale dans ses décisions. Alexandre Adam soigne encore les relations avec les Britanniques : en 1838, le conseil municipal de Boulogne, son maire en tête, assiste à Londres à l'inauguration du vapeur anglais City of Boulogne. L'Industriel calaisien du 4 avril 1838 annonce que, lors de l'inauguration, 700 actions de la compagnie maritime Boulogne-Londres auraient été souscrites, ce que le journal qualifie d'attitude « antinationale ».

#### Municipalité de Boulogne-sur-Mer
Alexandre Adam est élu conseiller municipal de Boulogne-sur-Mer en septembre 1819.
Nommé maire par le roi Louis-Philippe Ier le 14 octobre 1830, jusqu'en 22 février 1848, adepte des idées libérales de la monarchie de Juillet, il crée en 1834 une caisse d'épargne. Sa nomination symbolise, après la domination de la noblesse, l'accession de la bourgeoisie à la direction de la ville. Il a de bonnes relations avec le clergé, y compris légitimiste, après la chute de Charles X.
Lors des élections législatives de 1838, Alexandre Adam appuie avec succès la candidature de François-Marie Delessert, banquier parisien qu'il estime être le plus à même de favoriser la circonscription de Boulogne.
Orléaniste convaincu, Alexandre Adam joue un rôle dans l'arrestation de Louis Napoléon Bonaparte lors de sa tentative de coup d'État d'août 1840 à Boulogne-sur-Mer. Il aurait accusé le neveu de Napoléon Ier d'être indigne « du grand homme dont il prostitue le nom ». Le roi Louis-Philippe Ier vient en personne à Boulogne féliciter et remercier le maire, le sous-préfet et les officiers qui ont refusé de suivre le conspirateur.
L'équipe municipale, sous l'impulsion d'Alexandre Adam, se démène malgré les coûts supplémentaires représentés pour la population, pour obtenir la construction du chemin de fer Boulogne-Amiens et de là à Paris, en multipliant les travaux préparatoires, les actions diverses ; dès 1834, en tant que maire de Boulogne-sur-Mer, de concert avec les villes d'Amiens et d'Abbeville, il favorise la réalisation d'une étude sur la faisabilité de cette ligne (voir également ci-dessous Contributions écrites). La loi du 11 juin 1842 prévoit la construction d'une ligne de chemin de fer de Paris au littoral pour la correspondance avec l'Angleterre, sans préciser quelle serait la ville étape sur le littoral, Calais et Boulogne-sur-Mer étant en compétition pour l'obtenir. Alexandre Adam donne l'avantage à sa ville : la compagnie d'Amiens à Boulogne-sur-Mer est concédée le 20 octobre 1844 à une société dans le conseil d'administration de laquelle, maire de Boulogne, il est présent au côté de banquiers, français et anglais, et d'autres personnalités.
L'action d'Alexandre Adam n'est pas goûtée par tout le monde : en 1843 et 1844, les journaux locaux La Colonne et L'Observateur publient des articles accusant Alexandre Adam d'avoir abusé de son influence dans un but de spéculation privée dans le secteur de Capécure, au préjudice de la ville. Débouté en première instance, le maire fait appel et, le 5 juin 1844, le tribunal d'appel, la Cour royale de Douai, réforme la décision initiale et déclare qu'il y a eu diffamation de la part du gérant des deux journaux, tout en disculpant l'imprimeur également poursuivi par Alexandre Adam.
En 1853, il n'est plus maire mais toujours Président de la Chambre de commerce. Il accueille à ce titre Napoléon III à Boulogne-sur-Mer en ces termes : « Vous avez, Sire, accepté l'héritage de Napoléon 1er, permettez-nous d'espérer que vous avez aussi hérité de son affection pour la ville de Boulogne ».
En juin 1855, il est de nouveau nommé maire de la ville par le Préfet sur proposition de l'Empereur, en remplacement de Louis Fontaine, jusqu'en 1861.
En tant que maire, Alexandre Adam se montre infatigable : artisan de la création d'un entrepôt maritime, d'un abattoir, il milite en faveur de l'ouverture de la station de Folkestone pour favoriser les liaisons trans-Manche vers Boulogne.
Sous les deux majorats d'Alexandre Adam, Boulogne-sur-Mer connait une grande expansion et l'ouverture de nombreux équipements d'intérêt général : éclairage au gaz, collège communal, développement du musée et de la bibliothèque...
Il fait restaurer le quai du centre, lance les travaux du bassin à flot (terminés en 1868), reconstruit le théâtre incendié en 1854, crée un Conseil de prud'hommes et un Comité des armateurs et patrons de pêche.
Toutefois, l'action d'Alexandre Adam ne fait pas l'unanimité : la presse d'opposition, notamment légitimiste, met l'accent sur l'état de pauvreté voire d'indigence de nombreux boulonnais lors de son premier mandat.
La Révolution de 1848 met fin à son premier mandat de maire car représentant le régime renversé par ladite révolution. Pour le second, il doit démissionner de son poste de maire en 1861, à la suite d'une campagne de presse,.

#### Conseil général du Pas-de-Calais
Alexandre Adam devient membre du Conseil Général (Conseil départemental) du Pas-de-Calais le 5 novembre 1831. Il y exerce la fonction de secrétaire du Conseil général de 1832 à 1841.
Président du Conseil général du Pas-de-Calais de 1842 à 1847, il milite avec succès pour que la ligne de chemin de fer (ouverte en 1847, inaugurée en 1848) Amiens-Boulogne soit créée, reliant ainsi Boulogne-sur-mer à Paris (Amiens étant située sur la ligne Paris-Lille).
En 1899, le 28e Congrès de l’Association française pour l’avancement des sciences, tenu à Boulogne du 14 au 21 septembre 1899, constate : « le fait le plus important pour la prospérité du Boulonnais fut l’arrivée en avril 1848, du premier train de chemin de fer venant d’Amiens ».
Il est de nouveau président de l'assemblée départementale, sur nomination de Napoléon III, de 1852 à 1866. Yves Marie Hilaire voit en lui un orléaniste rallié au bonapartisme voire un grand serviteur du Second Empire.
Alexandre Adam se montre favorable aux accords de libre-échange signés en 1860. Il persiste dans cette voie en se prononçant pour la liberté du commerce lors de l'inauguration de l'exposition internationale de pêche d'août 1866.

## Contributions écrites
Le site de la Bibliothèque nationale de France recense cinq écrits d'Alexandre Adam, seul ou en collaboration :
- F. Duroyer, Al. Adam, Rob. Sauvage, L. Fontaine fils, Chemin de fer de Paris sur l'Angleterre. Les délégués des villes d'Amiens et de Boulogne-sur-Mer à MM. les membres de la Chambre des Députés, Paris, sans date, impr. de P. Dupont.
- Alexandre Adam, Statistique comparée des ports de Boulogne et de Calais pendant le premier trimestre de 1844, Paris, impr. de P. Dupont, 1844.
- Alexandre Adam, Reconstruction du pont de l'Écluse : question de l'emplacement de ce pont (rapport fait devant la Chambre de Commerce, séance du 15 mai 1854, par A. Adam alors Président de la Chambre), Boulogne, Impr. de C. Aigre, 1854.
- Alexandre Adam, Rapport sur l'emploi dans les dunes de Condette et de St-Étienne des graines de pin. Du 1er juillet 1864 au 30 juin 1865, Arras, impr. de A. Tierny, 1865.
- Alexandre Adam, Rapport sur ses opérations dans les dunes de Condette et de St-Étienne. Du 1er juillet 1868 au 30 juin 1869, Arras, impr. de De Sède, 1870.

## Distinctions
- Ordre de la Légion d'honneur :
  - Chevalier le 31 décembre 1833[3].
  - Officier le 16 août 1840[3].
  - Commandeur par décret du 3 août 1875 au titre du Ministère de l'Agriculture et du Commerce. La décoration lui est remise à Arras dans l'hôtel de la république du Pas-de-Calais, le 18 août 1875 par Victor Hamille (François Hamille), Président du Conseil Général, Député, Commandeur de la Légion d'honneur. À cette occasion, Alexandre Adam donne une somme de 200 francs pour participer à la reconstruction du palais de la Légion d'honneur[3].
- Chevalier de l'ordre du Lion néerlandais le 6 décembre 1846[3].
- Grand officier de 2e classe de l'ordre du Lion et du Soleil de Perse en 1856[3].
- Chevalier de l'ordre d'Ernest Auguste de Hanovre le 2 avril 1867[3].

Une rue de Boulogne-sur-Mer porte son nom dans l'important quartier économique, industriel et maritime de Capécure. Cet hommage lui est rendu dès l'année 1869, bien avant son décès.

## Portrait
Une photographie d'Alexandre Adam figure dans le livre consacré à Boulogne-sur-mer sous la direction d'Alain Lottin.